# Casa Chabad
Uma casa Chabad é um centro de disseminação do judaísmo tradicional pelo movimento Chabad. São dirigidas por um Chabad Shaliach (emissário), sua esposa - uma Shlucha (emissária) - e sua família. Elas estão presentes em cidades e em campi universitários próximos.

## História
O rabino Menachem Mendel Schneerson enviou o rabino Shlomo Cunin a Los Angeles em 1965 para estabelecer as bases das atividades na Costa Oeste. A primeira casa Chabad para estudantes universitários foi aberta em março de 1969 na Universidade da Califórnia, em Los Angeles, por Cunin.
Em 1972, Cunin abriu mais casas de Chabad na Universidade da Califórnia, em Berkeley e na Universidade da Califórnia, em San Diego. Em 2003, Cunin supervisionou o estabelecimento de quase 100 casas na Califórnia.

## Descrição
Em uma casa de Chabad, os Shaliach e Shalucha (rabino e sua esposa) organizam programas, atividades e serviços para a comunidade judaica local e para turistas.
Esses locais existem hoje em todo o mundo e servem como centros comunitários judaicos que fornecem atividades educacionais e de extensão que atendem às necessidades de toda a comunidade judaica, independentemente do grau de observância. Cada centro tem como objetivo fornecer um lugar aconchegante e informal para aprender e observar o judaísmo, e proporciona uma atmosfera tal que todos os judeus se sintam à vontade nos eventos de Chabad. Alguns estão em, ou muito perto de, campi universitários, outros não.
As casas de Chabad são normalmente dirigidas por um Rabino de Chabad e pela Rebetsin, muitas vezes com a ajuda de rapazes ou moças não casados, ou, no caso de casas de mais desenvolvidas, com a assistência de um segundo ou até mesmo terceiro casal.